# Magnus Goodman
Magnus "Mike" Goodman (6. března 1898, Winnipeg, Manitoba – 18. července 1991, Miami, Florida) byl kanadský reprezentační hokejový útočník. Je členem Manitobské hokejové síně slávy.
S reprezentací Kanady získal jednu zlatou olympijskou medaili (1920).

## Poháry
- Allan Cup – 1920
- LOH – 1920
- AHA – 1927 a 1934